# Blake Blossom
Blake Blossom, née en Arizona le 14 février 2000, est une actrice pornographique américaine.

## Biographie
Blake est née en Californie et a vécu en Arizona où elle a grandi dans une communauté mormona conservatrice, bien que n'a jamais professé la religion. À la fin de 2019, lorsqu'elle travaillait comme baby-sitter, un garçon avec lequel elle sortait lui a suggéré d'enregistrer une vidéo amateur pour sa chaîne sur Pornhub. Un mois après, un jour après son vingtième anniversaire, elle a ouvert son OnlyFans. Le 26 mars 2020, elle a débuté dans l'industrie pornographique et sa première scène a été dans Exploited College Girls avec l'acteur Jake Adams. En décembre de cette même année, elle a été choisie «Pet of the month» par la revue Penthouse.
En 2021 elle a été nommée dans la catégorie «Fan Award: Hottest Newcomer» («Prix des fans: Actrice révélation plus chaude») des Prix AVN. En 2022, elle a été gagnante des prix dans les catégories Best New Starlet (« Meilleure actrice révélation ») et Fan Award: Hottest Newcomer (« Prix des fans: Actrice révélation plus chaude ») des Prix AVN.